# Дискография Oomph!
Дискография немецкой рок-группы Oomph! включает в себя 12 студийных альбомов, 4 сборника, 2 мини-альбома, 3 видеоальбома и 24 сингла.
Группа была основана в 1989 году, когда барабанщик Деро Гои и его друг детства, гитарист Крэп встретили на музыкальном фестивале в Вольфсбурге ритм-гитариста Роберта Флюкса. Записав в Испании свой первый демодиск и разослав его в различные звукозаписывающие компании, вскоре с ней заключил контракт лейбл Machinery Records. В 1991 году вышел первый сингл «Ich Bin Du», вслед за ним в 1992 году был выпущен дебютный альбом Oomph!, который, как и сингл, не был коммерчески успешен. Со вторым альбомом Sperm, вышедшим в 1994 году на лейбле Dynamica, изменился стиль, в котором играли Oomph!: если в первом альбоме преобладал Electronic Body Music, то звучание второго альбома стало более «металическим». Sperm дал предпосылки к формированию жанра Neue Deutsche Härte. Видеоклип на песню «Sex» был запрещен к показу на MTV. Третий альбом Defekt вышел в 1995 году и следом за ним, в 1996 году, Wunschkind. Первым альбомом Oomph!, попавшим в чарты, стал выпущенный в 1998 году на лейбле Virgin Records пятый альбом Unrein, который занял 38 и 37 места в чартах Австрии и Германии соответственно. Первый сингл из альбома, «Gekreuzigt», также впервые попал в немецкий чарт, где занял 81 место. Второй альбом, выпущенный на лейбле Virgin, и шестой альбом в карьере группы, Plastik, поднялся на 23 место в немецком чарте, первый сингл из альбома, «Das weisse Licht», стал 46 в Германии, а видео на песню также было запрещено на MTV. Последним альбомом, выпущенным на Virgin, стал Ego, выпущенный в 2001 году, который достиг 60 места в австрийском чарте и 21-го — в немецком. Подписав контракт с Supersonic Records, в 2004 году Oomph! выпустили восьмой студийный альбом Wahrheit oder Pflicht, принесший успех группе. Он стал вторым в Германии и Австрии и впервые попал в чарт Швейцарии, заняв 8 место. Первый сингл из альбома, «Augen Auf!», поднялся на вершины австрийского и немецкого чартов, и по итогам продаж в этих странах получил «золотой» сертификат. Выпущенный в 2006 году на лейбле GUN Records девятый альбом GlaubeLiebeTod закрепил успех Oomph!, попав не только в чарты Австрии, Германии и Швейцарии, но и заняв 22 место в European Top 100 Albums. Первый сингл из этого альбома, «Gott Ist Ein Popstar», был встречен неоднозначно: выступление группы на церемонии Echo Awards 2005 было отменено из-за сомнительного содержания песни, многие немецкие радиостанции отказались брать песню в ротацию. Десятый альбом Monster вышел в 2008 году, а в 2012 году был выпущен одиннадцатый альбом Des Wahnsinns Fette Beute.

## Студийные альбомы
| 1991                                      | Oomph! - Дата выхода: 11 ноября - Лейбл: Machinery Records - Форматы: CD, CS, LP, ЦД         | —  | —  | —  |
| 1994                                      | Sperm - Дата выхода: 2 мая - Лейбл: Dynamica - Форматы: CD, ЦД                               | —  | —  | —  |
| 1995                                      | Defekt - Дата выхода: 9 июня - Лейбл: Dynamica - Форматы: CD, ЦД                             | —  | —  | —  |
| 1996                                      | Wunschkind - Дата выхода: 28 октября - Лейбл: Dynamica - Форматы: CD, CS, ЦД                 | —  | —  | —  |
| 1998                                      | Unrein - Дата выхода: 22 мая - Лейбл: Virgin Records - Форматы: CD, ЦД                       | 38 | 37 | —  |
| 1999                                      | Plastik - Дата выхода: 11 октября - Лейбл: Virgin Records - Форматы: CD, ЦД                  | —  | 23 | —  |
| 2001                                      | Ego - Дата выхода: 9 июля - Лейбл: Virgin Records - Форматы: CD, ЦД                          | 60 | 21 | —  |
| 2004                                      | Wahrheit oder Pflicht - Дата выхода: 8 февраля - Лейбл: Supersonic Records - Форматы: CD, ЦД | 2  | 2  | 7  |
| 2006                                      | GlaubeLiebeTod - Дата выхода: 24 марта - Лейбл: GUN Records - Форматы: CD, ЦД                | 16 | 5  | 23 |
| 2008                                      | Monster - Дата выхода: 20 августа - Лейбл: GUN Records - Форматы: CD, DVD, ЦД                | 19 | 8  | 27 |
| 2012                                      | Des Wahnsinns Fette Beute - Дата выхода: 18 мая - Лейбл: Sony Music - Форматы: CD, DVD, ЦД   | 41 | 15 | 71 |
| 2015                                      | XXV - Дата выхода: 31 июля - Лейбл: Universal Music - Форматы: CD, DVD, ЦД                   | 42 | 9  | 59 |
| 2019                                      | Ritual - Дата выхода: 18 января - Лейбл: Napalm Records - Форматы: CD, DVD, ЦД               | 12 | 1  | 24 |
| «—» означает, что альбом не попал в чарт. |                                                                                              |    |    |    |

## Сборники и совместные издания
| 1996                                     | Suck-Taste-Spit (совместно с Cubanate и Think About Mutation) - Лейбл: Dynamica - Форматы: CD, ЦД | —  | —  | —  |
| 1998                                     | 1991-1996 The Early Works - Дата выхода: 24 июня - Лейбл: Dynamica - Форматы: CD, ЦД              | —  | —  | —  |
| 2006                                     | Best Of Virgin Years - 1998-2001 - Лейбл: Virgin Records - Форматы: CD, ЦД                        | —  | —  | —  |
| 2006                                     | Delikatessen - Дата выхода: 1 декабря - Лейбл: GUN Records - Форматы: CD, DVD, ЦД                 | 59 | 72 | —  |
| 2010                                     | Truth or Dare - Дата выхода: 26 февраля - Лейбл: Sony Music - Форматы: CD, ЦД                     | —  | —  | 59 |
| «—» означает, что альбом не попал в чарт |                                                                                                   |    |    |    |

## Видеоальбомы
| Год  | Детали                                                              |
| ---- | ------------------------------------------------------------------- |
| 1994 | Sex - Лейбл: Dynamica - Форматы: VHS                                |
| 1995 | Ice Coffin - Лейбл: Dynamica - Форматы: VHS                         |
| 2007 | Rohstoff - Дата выхода: 20 июля - Лейбл: GUN Records - Форматы: DVD |

## Мини-альбомы
| Год  | Детали |
| ---- | --- |
| 2004 | Brennende Liebe (совместно с L’Âme Immortelle) - Дата выхода: 10 мая - Лейбл: Supersonic Records - Форматы: CD |
| 2006 | Die Schlinge (при участии Apocalyptica) - Дата выхода: 4 августа - Лейбл: GUN Records/Sony BMG - Форматы: CD   |

## Синглы
| 1991                                     | «Ich Bin Du»                                     | —  | —  | —  |                           | Oomph!                    |
| 1992                                     | «Der Neue Gott»                                  | —  | —  | —  |                           | Oomph!                    |
| 1993                                     | «Breathtaker»                                    | —  | —  | —  |                           | Sperm                     |
| 1994                                     | «Sex»                                            | —  | —  | —  |                           | Sperm                     |
| 1994                                     | «3 + 1»                                          | —  | —  | —  |                           | Sperm                     |
| 1995                                     | «Ice-Coffin»                                     | —  | —  | —  |                           | Defekt                    |
| 1998                                     | «Gekreuzigt»                                     | —  | 81 | —  |                           | Unrein                    |
| 1998                                     | «Unsere Rettung»                                 | —  | —  | —  |                           | Unrein                    |
| 1999                                     | «Das weisse Licht»                               | —  | 46 | —  |                           | Plastik                   |
| 1999                                     | «Fieber» (при участии Нины Хаген)                | —  | —  | —  |                           | Plastik                   |
| 2001                                     | «Supernova»                                      | —  | 80 | —  |                           | Ego                       |
| 2001                                     | «Niemand»                                        | —  | 94 | —  |                           | Ego                       |
| 2004                                     | «Augen Auf!»                                     | 1  | 1  | 21 | АВТ: Золотой ГЕР: Золотой | Wahrheit oder Pflicht     |
| 2004                                     | «Brennende Liebe» (совместно с L’Âme Immortelle) | 11 | 6  | 35 |                           | Wahrheit oder Pflicht     |
| 2004                                     | «Sex Hat Keine Macht»                            | 57 | 31 | —  |                           | Wahrheit oder Pflicht     |
| 2006                                     | «Gott ist ein Popstar»                           | 14 | 12 | 93 |                           | GlaubeLiebeTod            |
| 2006                                     | «Die Schlinge» (при участии Apocalyptica)        | —  | 51 | —  |                           | GlaubeLiebeTod            |
| 2006                                     | «Das letzte Streichholz»                         | 37 | 27 | —  |                           | GlaubeLiebeTod            |
| 2006                                     | «Gekreuzigt 2006 + The Power Of Love»            | —  | 94 | —  |                           | Delikatessen              |
| 2007                                     | «Träumst du?» (при участии Марты Яндовой)        | 48 | 9  | —  |                           | Delikatessen              |
| 2008                                     | «Labyrinth»                                      | —  | 26 | —  |                           | Monster                   |
| 2008                                     | «Wach Auf!»                                      | —  | 8  | —  |                           | Monster                   |
| 2009                                     | «Sandmann»                                       | —  | 60 | —  |                           | Monster                   |
| 2012                                     | «Zwei Schritte Vor»                              | —  | —  | —  |                           | Des Wahnsinns Fette Beute |
| «—» означает, что сингл не попал в чарт. |                                                  |    |    |    |                           |                           |

## Промоиздания
| Год  | Название                          | Комментарий |
| ---- | --------------------------------- | --- |
| 1991 | «Ich Bin Du»                      | Виниловая пластинка, была выпущена в поддержку первого одноименного сингла и первого альбома в количестве 100 экземпляров в двух вариантах. |
| 1994 | Sex                               | Диск, выпущенный в поддержку видеоальбома Sex в формате VHS.                                                                                |
| 1995 | Ice Coffin                        | Диск, выпущенный в поддержку видеоальбома Ice Coffin в формате VHS.                                                                         |
| 1996 | Wunschkind                        | Диск, по содержанию идентичный альбому Wunschkind, выпущенный в его поддержку.                                                              |
| 1998 | Unrein                            | Диск, выпущенный в его поддержку Unrein в двух вариантах: первый был по содержанию идентичным альбому, второй содержал только 9 песен.      |
| 1999 | Plastik                           | Диск, выпущенный в поддержку альбома Plastik, содержит 6 песен.                                                                             |
| 2001 | Ego                               | Диск, по содержанию идентичный альбому Ego, выпущенный в его поддержку.                                                                     |
| 2001 | «Supernova»                       | Диск, выпущенный в поддержку сингла «Supernova», содержит песни «Supernova» и «Viel zu Tief».                                               |
| 2001 | «Niemand — White Label Promo»     | Диск, выпущенный в поддержку сингла «Niemand».                                                                                              |
| 2004 | «Brennende Liebe»                 | Диск, выпущенный в поддержку сингла «Brennende Liebe».                                                                                      |
| 2004 | «Augen Auf!»                      | Диск, выпущенный в поддержку сингла «Augen Auf!».                                                                                           |
| 2006 | «Sex Hat Keine Macht»             | Диск, выпущенный в поддержку сингла «Sex Hat Keine Macht».                                                                                  |
| 2006 | «Gott Ist Ein Popstar»            | Диск, выпущенный в поддержку сингла «Gott Ist Ein Popstar», был издан в 5 вариантах.                                                        |
| 2006 | «Die Schlinge»                    | Диск, выпущенный в поддержку сингла «Die Schlinge».                                                                                         |
| 2006 | «Gekreuzigt 2006»                 | Диск, выпущенный в поддержку сингла «Gekreuzigt 2006 + The Power Of Love».                                                                  |
| 2007 | «Träumst Du»                      | Диск, выпущенный в поддержку сингла «Träumst Du».                                                                                           |
| 2008 | «Beim Ersten Mal Tut's Immer Weh» | Диск, выпущенный в поддержку альбома Monster.                                                                                               |
| 2008 | «Labyrinth»                       | Диск, выпущенный в Швейцарии в поддержку сингла «Labyrinth».                                                                                |

## Видеоклипы
| Дата | Название                                         | Режиссёр                 |
| ---- | ------------------------------------------------ | ------------------------ |
| 1994 | «Sex»                                            |                          |
| 1995 | «Ice-Coffin»                                     |                          |
| 1998 | «Gekreuzigt»                                     | Мануэль Вернер           |
| 1998 | «Gekreuzigt» remix                               | Кристофер Харинг         |
| 1999 | «Das weiße Licht»                                | Вольф Грезенз            |
| 1999 | «Fieber» (при участии Нины Хаген)                | Вольф Грезенз            |
| 2001 | «Supernova»                                      | Норман Хафези            |
| 2001 | «Swallow»                                        |                          |
| 2001 | «Niemand»                                        | Керин Хонг               |
| 2004 | «Augen auf!»                                     | Йорн Хайтманн            |
| 2004 | «Brennende Liebe» (совместно с L’Âme Immortelle) | Йорн Хайтманн            |
| 2004 | «Sex hat keine Macht»                            | Йорн Хайтманн            |
| 2006 | «Gott ist ein Popstar»                           | Йорн Хайтманн            |
| 2006 | «Das letzte Streichholz»                         | Кен Дукен                |
| 2006 | «Die Schlinge» (при участии Apocalyptica)        | Кен Дукен                |
| 2006 | «God Is a Popstar»                               | Йорн Хайтманн            |
| 2006 | «Gekreuzigt 2006»                                | Фабиан Кнехт             |
| 2006 | «The Power of Love»                              | Фабиан Кнехт             |
| 2007 | «Träumst du?» (при участии Марты Яндовой)        | Оливер Зоммер            |
| 2008 | «Wach auf!»                                      |                          |
| 2008 | «Beim ersten Mal tut’s immer weh»                |                          |
| 2008 | «Labyrinth»                                      |                          |
| 2008 | «Auf Kurs»                                       |                          |
| 2009 | «Sandmann»                                       |                          |
| 2010 | «Ready Or Not (I’m Coming)»                      |                          |
| 2012 | «Ernten Was wir Säen»                            | Саймон Рашмейер          |
| 2012 | «Zwei Schritte Vor»                              | Зёрен Шаллер Мартин Грау |
| 2015 | «Alles aus Liebe»                                |                          |

## Саундтреки
| Год  | Фильм/игра                   | Альбом                | Песня               |
| ---- | ---------------------------- | --------------------- | ------------------- |
| 1996 | Command & Conquer: Red Alert | Wunschkind            | «I.N.R.I. Vs Jahwe» |
| 2004 | FIFA 2005                    | Wahrheit oder Pflicht | «Augen Auf»         |
| 2007 | Aliens vs Predator: Requiem  | Monster               | «Wach Auf»          |